# 长谷部言人
长谷部言人（日语： Hasebe Kotondo，1882年6月10日—1969年12月3日），出生于东京都。人类学家、解剖学家，日本学士院成员。

## 生平
- 1882年 东京麹町出生。纯粹的江户孩子。
- 1906年 东京大学医科毕业，在解剖学教室受到小金井良精的指导。
- 1907年 经过小金井的推荐，在京都大学医科解剖学教室当足立文太郎的助手。
- 1908年 成为助理教授。
- 1910年 因病返回东京。
- 1912年 于新潟医科大学 (旧校)执教。
- 1913年 于新潟医学专门学校任职教授。
- 1914年 辞职。
- 1915年 成为密克罗尼西亚文部省调查队员、东北大学副教授。
- 1920年 成为东北大学教授。
- 1933年 - 1935年 担任医学部部长。
- 1938年 成为东北大学自然科学部副教授。
- 1939年 重新担任人类学教室教授。
- 1943年 退休。
- 1944年 成为东北大学名誉教授。
- 1946年 成为东京大学自然科学博士，编写《石器时代日本犬》。[1]
- 1951年 - 1968年 担任日本人类学会会长。
- 1953年 成为日本学士院成员。
- 1969年12月 逝世。